# DataCAD
DataCAD é um editor de projetos por computador, conhecido como um software (CAD) de Computer Aided Design para desenho em 2D e 3D.  Na origem esteve voltado para arquitetura e construção civil, e hoje incorpora diversos recursos que expandiram sua área de utilização.  Foi desenvolvido originalmente pela DATACAD LLC.

## Utilização
DataCAD roda exclusivamente em Microsoft Windows, e foi um dos primeiros programas baseados em PC desenvolvido especificamente para arquitetos. DataCAD é o único software CAD na história a ter recebido a recomendação oficial do American Institute of Architects (Instituto de Arquitetos da América) em 1987, para distribuição entre seus membros.
Já em 1988, DataCAD estava sendo usado por mais de 12.000 escritórios nos Estados Unidos e Canadá e atualmente são estimadas mais de 250.000 instalações do DataCAD em todo o mundo. De acordo com o relatório da pesquisa de 1997 encomendada pelo AIA, DataCAD estava sendo usado por 12% das empresas e escritórios de membros da Associação, sendo superado apenas pelo AutoCAD com uma participação de 61% no mercado.

## Histórico
Na Primavera de 1981, um estudante, Eric V. Smith, iniciou o desenvolvimento de um programa de desenho que chamou na época de Apple Draw, em uma máquina Apple II, na Universidade da Virgínia. Depois de graduar-se em 1984, Eric Smith foi contratado pela empresa de arquitetura Stuart Griffin Burgh e Associados, em Charlottesville, na Virgínia. Nesta empresa ele começou a portar o programa Apple Draw para plataformas com mais recursos à época. Inicialmente usou o Corvus Concept () e o nome do programa foi alterado para DataCAD. Em 1984, somente uma licença do software havia sido vendida, antes de ter sido portado à plataforma IBM PC. DataCAD era então desenvolvido exclusivamente para o sistema operacional MS-DOS até Maio de 1998, quando passou a ser operado no padrão Windows.